# Gabriel I (patriarcha Konstantynopola)
Gabriel I, gr. Γαβριήλ Α΄ (zm. 1603) – ekumeniczny patriarcha Konstantynopola w 1596.

## Życiorys
Był biskupem Tesaloniki. Patriarchą Konstantynopola był od marca do sierpnia 1596 r.